# Alcázar de San Juan–Cádiz-vasútvonal
Az Alcázar de San Juan–Cádiz-vasútvonal egy 1668 mm-es nyomtávolságú, részben kétvágányú, 3000 V egyenárammal villamosított, 576,9 km hosszúságú vasútvonal Spanyolországban Alcázar de San Juan és Cádiz között.  Maximális sebesség a vonatoknak 200 km/h.
Tulajdonosa az ADIF, a járatokat az RENFE üzemelteti. A vasútvonal a Madrid–Valencia-vasútvonalból ágazik ki Alcázar de San Juan állomásnál. Ez volt az egyetlen vasútvonal Madrid és Sevilla között, ám miután megnyílt a Madrid–Sevilla nagysebességű vasútvonal 1992-ben, elvesztette jelentőségét a távolsági forgalomban. Jelenleg elővárosi és regionális vonatok közlekednek rajta.
A vonal a nagyobb spanyol városokat kapcsolja össze, úgy mint Córdoba, Sevilla, Jerez de la Frontera és Cádiz; Linares-Baeza állomás után egy leágazáson át elérhető Almería. Egy második leágazás a fővonalból elérhetővé teszi Jaént.
A vonal Córdobában is elágazik, innen indul a Córdoba–Málaga-vasútvonal. 2015 októberében Sevilla és Cádiz közötti vonalszakaszt 14 évnyi munka árán nagysebességűvasútvonallá fejlesztették tovább és az Alvia vonatok 200 km/h sebességgel közlekedhetnek rajta.

## Forgalom
A vonalon a Cercanías Madrid C3-as járata, a Cercanías Sevilla C1-es és C4-es járata, végül pedig a Cercanías Cádiz C1-es járata közlekedik. Ezen kívül számos regionális járat a vonal különböző szakaszain.
A Larga Distancia (távolsági szolgáltatás) a teljes távon Madrid és Sevilla között (bár nem elérve Cádizt) 7 órát és 41 percet vesz igénybe; ezzel szemben a köztes megállások nélkül közlekedő AVE vonatoknak elegendő mindössze 2 óra 21 perc is. A távolsági forgalom áthelyeződése a gyorsabb nagysebességű vasútvonalra lehetővé tette, hogy nagyobb kapacitás álljon a lassabb regionális vonatok számára.